# Jonglei (delstat)
Jonglei er en delstat i Sydsudan med Bor som regeringscenter og den største by. Jongleidelstaten består af ni amter, og er er den største delstat målt på areal før reorganiseringen, med et areal på cirka 122.581 km² såvel som den mest folkerige ifølge folketællingen fra 2008, der blev udført i det nuværende Sydsudans anden periode med autonomi. Statens grænser blev igen ændret som følge af en fredsaftale underskrevet den 22. februar 2020.

## Administrativ inddeling
Jonglei State is divided into 9 counties as follows:
- Akobo County
- Ayod County
- Bor County
- Duk County
- Fangak County
- Nyirol County
- Pigi County
- Twic East County
- Uror County

## Historie
Jonglei-staten har længe lidt under interne stammekampe. Meget af konflikten handler om basale ressourcer som mad, jord og vand, og personligt nag relateret til bortførelsen af kvinder og børn og tyveri af kvæg. I november og december 2007 var sammenstødene mellem Murle- og Dinke-stammemedlemmer forværret til hævnangreb, hvor 34 mennesker blev dræbt, og over 100 såret. Ved kampe i slutningen af november 2007 blev otte dinka-stammefolk og 7.000 stykker kvæg stjålet nær landsbyen Padak, omkring 20 kilometer nordøst for Bor. Mange flygtede til Kakuma-lejren i det nordvestlige Kenya, og de udgjorde omkring 85 procent af de i alt 3.000 flygtninge, der nåede lejren.
Vold mellem Murle- og Nuerstammer har været central for angrebene i staten. Geneva Small Arms Survey konkluderede, at "Murle-Lou Nuer-konflikten i Jonglei-staten er et tegn på, hvordan stamme- og politisk dynamik er sammenflettet i perioden efter CPA." En civil afvæbningsoperation, der primært var rettet mod Nuer-samfundene i 2005-06, resulterede i et stort udbrud af vold mod myndighederne, som mente, at nedrustningen var politisk motiveret. I august 2007 blev omkring 80 mennesker dræbt i Murle-Lou Nuer-sammenstød. Alene i 2009 blev omkring 86.000 mennesker fordrevet, og mindst 1.248 blev dræbt som følge af voldelige sammenstød. Et angreb ved Lilkwanglei i marts 2009 kostede 450 mennesker livet, sårede 45 og fordrev 5000 mennesker. En måned senere blev 250 dræbt, 70 såret og 15.000 fordrevet ved Akoko. 24.000 blev fordrevet som følge af angrebet i august 2009 ved Panyangor. Mellem januar 2011 og september 2012 døde omkring 2600 mennesker i sammenstød i Jonglei-staten. I januar 2012 brød der igen ud sammenstød mellem Murle- og Nuer-stammerne om kvæg.
I maj 2012 oplyste guvernøren i delstaten, Kuol Manyang Juuk, at 3.651 mennesker var blevet dræbt, 385 såret, 1.830 børn bortført og 3.983.613 stykker kvæg stjålet. FN anslog på det tidspunkt, at de igangværende sammenstød havde påvirket over 140.000 menneskers liv. Det Sudanske Folks Befrielses Hær (SPLA), internationale forsvarsstyrker og FN's fredsbevarende styrker kæmper for at afdramatisere den igangværende konflikt og beskytte civile mod angreb. Bor-fredskonferencen blev underskrevet den 6. maj 2012 i Bor og har siden forsøgt at forbedre situationen i regionen.